# Сабаткоев, Рамазан Батырович
Рамазан Батырович Сабаткоев (15.02.1930 — 03.05.2016) — советский и российский учёный-методист, специалист в области методики преподавания русского языка. Доктор педагогических наук, профессор, автор учебников и методических пособий по русскому языку для национальных школ. Лауреат премии Правительства Российской Федерации в области образования.

## Биография
Родился 15 февраля 1930 года в селении Заманкул Северо-Осетинской АССР. После окончания Заманкульской средней школы поступил на факультет осетинского языка и литературы Северо-Осетинского государственного педагогического института имени К. Л. Хетагурова. С 1952 по 1954 годы служил в армии. После окончания службы работал в Заманкульской школе учителем русского языка и литературы. В 1956 году поступил в аспирантуру Научно-исследовательского института национальных школ Академии педагогических наук СССР. В 1960 году защитил кандидатскую диссертацию по теме «Изучение членов предложения русского языка в осетинской школе». В 1980 году защитил докторскую диссертацию по теме «Проблемы обогащения синтаксического строя русской речи учащихся национальных школ». С 1959 года работал в Научно-исследовательском институте национальных школ Академии педагогических наук СССР в качестве младшего научного сотрудника, с 1962 года — старшего научного сотрудника, с 1968 года — ученого секретаря, с 1970 года — заместителя директора по научной работе, с 1984 года — директора. С 1991 по 1998 год занимал должность заведующего отделением культурных и языковых проблем Министерства по делам национальностей РФ. С 1998 по 2013 год работал заведующим кафедрой методики преподавания русского языка и литературы в Московском государственном гуманитарном университете имени М. А. Шолохова. Являлся экспертом Государственной Думы по языковой политике, участвовал в разработке Федерального закона «О государственном языке Российской Федерации».
Похоронен на малой родине — в селе Заманкул.

## Вклад в науку и образование
В своей докторской диссертации по теме «Проблемы обогащения синтаксического строя русской речи учащихся национальных школ» Р.Б. Сабаткоев впервые применил современную теорию синтаксиса целого текста. Опубликовал больше 200 научных работ (учебников, монографий, методических пособий), в том числе два пособия для студентов и учащихся национальных учебных заведений, созданные им вместе с известным лингвистом М. В. Пановым.
Статьи Сабаткоева периодически публиковались в научных журналах «Вестник МГГУ им. М. А. Шолохова: серия „Филологические науки“», «Просвещение. Иностранные языки» и «Педагогическое образование и наука». Он не раз принимал участие в крупных научных конференциях.
Министерством образования и науки Российской Федерации учебники Сабаткоева неоднократно включались в федеральные перечни учебников, рекомендованных к использованию в образовательном процессе в общеобразовательных учреждениях.
За создание комплекта учебников русского языка для 8, 9 и 10-11 классов национальных школ Российской Федерации в 2002 году профессору Р.Б. Сабаткоеву было присвоено звание лауреата премии Правительства Российской Федерации в области образования.

## Литературное творчество
Р.Б. Сабаткоев - автор ряда произведений на осетинском языке. Среди них:
Рассказы: "Зæрдæйы зарæг", "Фатимкæ", "Артинæ" и "Мады къухтæ" ("Руки матери");
Повесть "Цы фæдæ, Зæринæ?" ("Где ты,  Зарина?");
Роман "Ӕмхъӕуккӕгтӕ" ("Односельчане").

## Награды
1. Нагрудный значок «Отличник народного просвещения РСФСР» (1972 г.).
2. Нагрудный значок «Отличник просвещения СССР» (1976 г.).
3. Медаль К. Д. Ушинского (1980 г.).
4. Орден Трудового Красного Знамени (1981 г.).
5. Заслуженный деятель науки Республики Северная Осетия-Алания.
6. Премия Правительства Российской Федерации в области образования.

## Интервью
О защите русского языка (31.05.2012)

## Избранные научные работы
| 1  | Изучение простого предложения русского языка в осетинской школе: (Виды простого предложения, однородные члены предложения, обращение) : (Пособие для учителя VII—VIII классов). Орджоникидзе : Сев.-Осет. кн. изд-во, 1963                        |
| 2  | Изучение сложных предложений, прямой и косвенной речи русского языка в VIII классе осетинской школы. Орджоникидзе : Сев.-Осет. кн. изд-во, 1965                                                                                                   |
| 3  | Методическое руководство к учебному пособию «Русский язык» для 7-8 классов национальных школ РСФСР : Пособие для учителя . Л. : Просвещение. Ленингр. отд-ние, 1975                                                                               |
| 4  | Уроки русского языка в 7 классе национальной школы. Л. : Просвещение : Ленингр. отд-ние, 1980 (соавторы: К. З. Закирьянов, С. П. Лосева). |
| 5  | Русский язык: Лексика. Фонетика. Теория письма. Морфология : учебное пособие для учащихся национальных педагогических училищ РСФСР. Л. Просвещение, 1982 (соавтор: М. В. Панов).                                                                  |
| 6  | Обучение связной русской речи в национальной школе : (Для эксперим. проверки). НИИ нац. шк. — М. : Б. и., 1988 |
| 7  | Проблемы двуязычия в национальной школе : Сб. ст. / НИИ нац. шк. МНО РСФСР, М-во нар. образования Удм. АССР. Ижевск : Удмуртия, 1989 |
| 8  | Русский язык. Синтаксис: учеб. пособие для учащихся нац. пед. училищ РСФСР. Л. Просвещение, 1983; 2-е изд., дораб.: СПб. Просвещение, 1993 (соавтор: М. В. Панов).                                                                                |
| 9  | Методическое руководство к учебнику «Русский язык» для 8-9 классов национальных школ РСФСР : пособие для учителя. Л. : Просвещение : Ленингр. отд-ние, 1989 (соавтор: М. М. Михайлов).                                                            |
| 10 | Обучение русскому языку в 5-11 классах национальных школ : Пособие для учителя. СПб. : Просвещение : Санкт-Петербург. отд-ние, 1993. |
| 11 | Русский язык: учеб. для 8-9 кл. нац. шк. СПб. : Просвещение, 1995 |
| 12 | Русский язык: учеб. для 10-11 кл. нац. шк. СПб. : Просвещение, 1995 |
| 13 | Русский язык: учеб. для 8 кл. нац. шк. СПб. : Просвещение, 1999 |
| 14 | Русский язык: учеб. для 9 кл. нац. шк. СПб. : Просвещение, 2001 |
| 15 | Методическое руководство к учебнику «Русский язык» для 10-11 классов национальных школ : пособие для учителя. СПб. : Просвещение, 2001 (соавтор: Л. З. Шакирова).                                                                                 |
| 16 | Методические рекомендации: к учеб. «Рус. яз.» для 8 и 9 кл. нац. шк.:Пособие для учителя. СПб. : Просвещение. С.-петерб. фил., 2003 |
| 17 | Теория и практика обучения русскому языку : учеб. пособие по специальности 032900 (050301) «Рус. яз. и лит.» Е. В. Архипова и др.; под ред. Р. Б. Сабаткоева. Москва : Academia, 2005.                                                            |
| 18 | Статья «Обучение и воспитание на уроках русского русского языка в классах с полиэтническим составом учащихся». |
| 19 | Обучение русскому языку в полиэтнических классах основной школы. ОАО «Издательство „Просвещение“, 2009 |
| 20 | Русский язык 9 класс. Просвещение. Санкт-Петербургское отделение, 2010 |
| 21 | Лингвометодические основы обучения русскому языку детей мигрантов в общеобразовательных школах Российской Федерации. Москва : Экон-Информ, 2010.                                                                                                  |
| 22 | Статья „Обучение и воспитание на уроках русского языка в классах с полиэтническим составом учащихся“. Журнал Вестник МГГУ им. М. А. Шолохова. Филологические науки. 2010. № 3. — С.89-100.                                                        |
| 23 | Работа над развитием связной русской речи детей мигрантов в общеобразовательных школах Российской Федерации». Москва : Экон-Информ, 2011 |
| 24 | Русский язык 10-11 классы. Просвещение С.-петерб. фил., 2011 (соавторы: М. В. Панов, Л. З. Шакирова). |
| 25 | Работа над развитием связной русской речи детей мигрантов в общеобразовательных школах Российской Федерации : учебно-методическое пособие для опытно-экспериментальной проверки. Москва : Экон-Информ, 2011                                       |
| 26 | Русский язык 8 класс. Просвещение. Санкт-Петербургское отделение, 2011 |
| 27 | Статья «Современное состояние методики преподавания русского языка как педагогической науки». Журнал Вестник МГГУ им. М. А. Шолохова. Филологические науки. 2013 № 1. — С. 20-26                                                                  |
| 28 | Русский язык. Литература. 10-11 классы: рабочие программы для общеобразовательных учреждений с русским (неродным) и родным (нерусским) языком обучения. Москва : Просвещение, 2013 (соавторы: Г. Н. Никольская, Р. З. Хайруллин, С. К. Бирюкова). |
| 29 | Статья «Некоторые особенности обучения детей мигрантов русскому языку и культуре речи». Журнал Педагогическое образование и наука, 2015, № 1. — С.65-71                                                                                           |
| 30 | Статья «Формирование мыслящей личности педагога» (соавторы: Т. М. Воителева, П. И. Третьяков). Журнал Педагогическое образование и наука, 2016, № 3. — С.46-49                                                                                    |